# Універсальна юрисдикція
Універсальна юрисдикція є видом екстериторіальної кримінальної юрисдикції, що дозволяє державам або міжнародним організаціям вимагати кримінального провадження над обвинуваченою особою, незалежно від того, де був вчинений передбачуваний злочин та незалежно від її громадянства, країни проживання або будь-яких інших відносин із суб'єктом обвинувачення. Злочини, що переслідуються під універсальною юрисдикцією, вважаються злочинами проти всіх, надто серйозними і мають каратись в один спосіб, не залежно від підсудності.
Концепція універсальної юрисдикції спирається на тези, що деякі міжнародні норми є erga omnes, тобто такими, в забезпечені яких зацікавлена кожна держава,  та на тезу jus cogens — що деякі міжнародні зобов'язання є обов'язковими для всіх держав.
Універсальна юрисдикція — це предписуюча юрисдикція над злочинами, здійсненими за кордоном особами, які під час вчинення протиправної діяння не були ані резидентами, ані громадянами держави та діяння яких не є загрозою для фундаментальних інтересів держави, що здійснює подібний вид юрисдикції. 
Amnesty International підтримує універсальну юрисдикцію вказуючи на те, що певні злочини становлять настільки серйозну загрозу для міжнародного співтовариства в цілому, що держави мають логічний і моральний обов'язок переслідувати відповідальну особу. Так, жодне місце не повинно бути безпечним притулком для тих, хто вчинив геноцид, злочин проти людяності, позасудові страти, воєнний злочин, катування та насильницькі зникнення. 